# Travaux d'aiguille

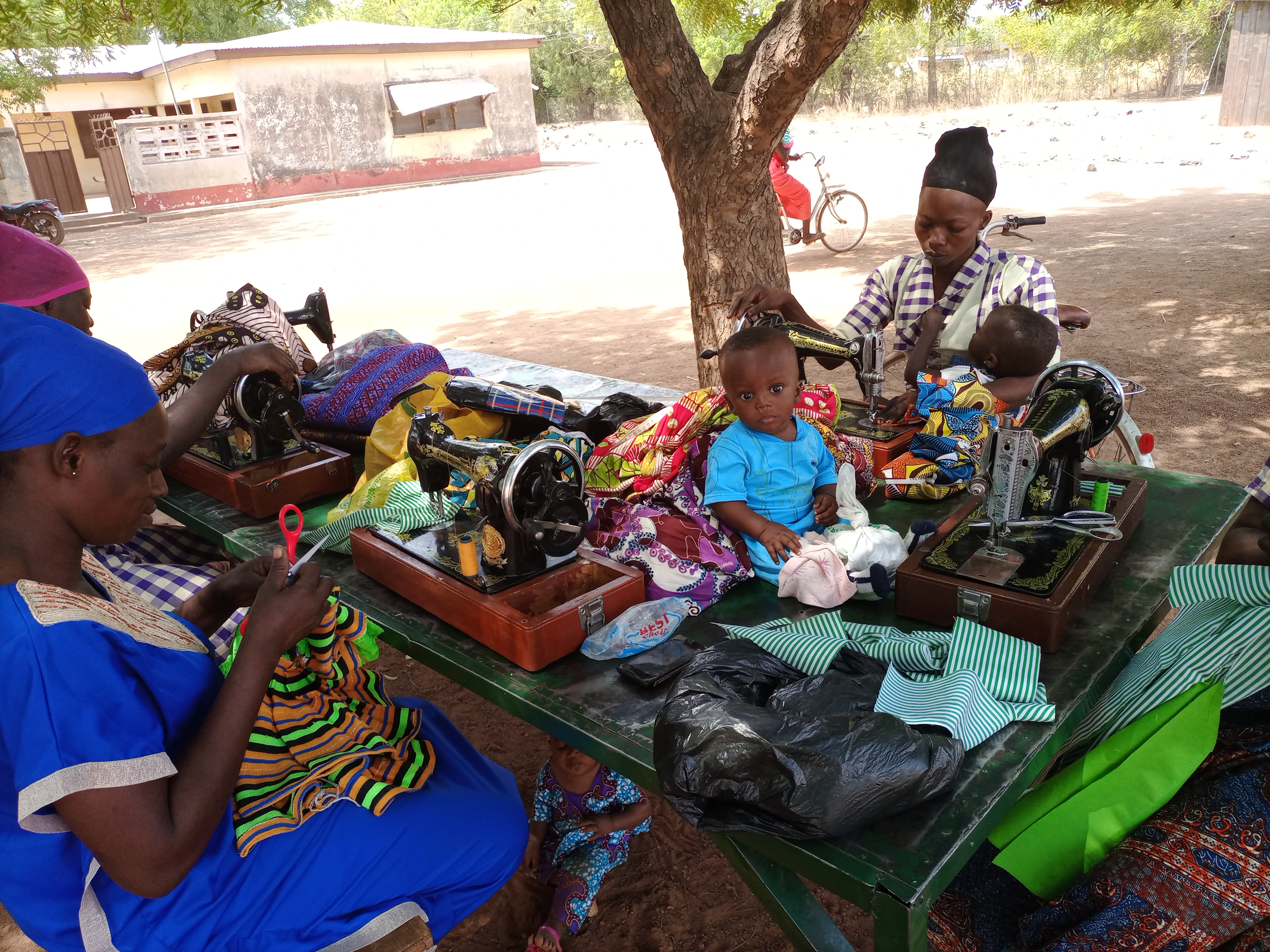
Couturières dans le Nord du Ghana.

Les travaux d'aiguille recouvrent la fabrication, la décoration voire la réparation d'objets d'artisanat textiles avec l'aide d'aiguilles.

## Types de travaux d'aiguille
Les travaux d'aiguille incluent la couture, la broderie, la dentelle, la tapisserie et le tricot.

## Histoire
Aux Jeux olympiques antiques, les jeunes femmes sont encouragées à participer aux épreuves de course ou à tisser le voile de Héra. Il est possible que la Vénus de Milo ait été représentée tenant une quenouille, et les tisseuses et fileuses sont un topos récurrent de la mythologie grecque et romaine. Dans l'Odyssée, notamment, Pénélope tisse en attendant le retour d'Ulysse.
Les brodeuses du Moyen-Âge sont de haute lignée. À partir du douzième siècle, les récits abondent d'héroïnes tissant avec des fils d'or, d'argent, et les cheveux de leur être aimé ; les autres broderies ont vocation religieuse le plus souvent. Dans la réalité, les « ouvrages de dame » sont associés à un statut social élevé dès les années 1530 et Catherine de Médicis reçoit des patrons d'ouvrages en 1587. En 1554, Frederigo Luigini écrit que les travaux d'aiguille sont le propre des femmes, quelle que soit leur classe sociale, ajoutant que les pauvres y trouvent une utilité et que les grandes dames y « gagnent leur honneur ». Au seizième siècle, quelques œuvres représentent des femmes maniant l'aiguille, notamment l'Industria de Jacques Ier Androuet du Cerceau et Les Brodeuses de Jan van der Straet, mais elles sont des figures allégoriques ne correspondant pas forcément à la réalité pratique. La broderie se pratique en groupe féminin, ce qui est au centre de l'histoire de Berthe aux grands pieds.
Au dix-septième siècle, il semble que les aristocrates ne brodent plus et se tournent vers la peinture, la musique et la littérature. Les brodeuses sont alors de milieu plus modeste. À la fin de l'Ancien Régime, on trouve des premières traces de femmes ayant fait des travaux d'aiguille leur profession. En 1657, les Filles de l'Instruction Chrétienne obtiennent l'autorisation de former les orphelines aux travaux d'aiguille pour leur permettre de sortir de la pauvreté en travaillant. En 1675, une corporation de couturières voit le jour à Paris.
À la fin du dix-huitième siècle, la broderie redevient une activité prisée, mais se tourne vers la satisfaction de l'époux plutôt que vers la foi. En 1782, les femmes couturières reçoivent l'autorisation de fabriquer des vêtements et accessoires pour hommes. C'est la seule compétence monnayable de nombreuses femmes, et l'enseignement des travaux d'aiguille devient obligatoire en France en 1836 et étendu aux écoles mixtes en 1867. L'inspecteur A. J. Viaud imagine, pour l'Exposition universelle de 1867, un apprentissage systématique des arts textiles. Il distingue les travaux nécessaires et indispensables (couture et tricot), les travaux utiles et agréables (broderie, tapisserie et dentelle) et les travaux de simple agrément. Les deux grandes catégories d'hommes maniant l'aiguille sont les galériens et les militaires.
Dans la deuxième moitié du dix-neuvième siècle, en France, le nombre d'employées du secteur textile augmente rapidement. Entre 1850 et 1870, la machine à coudre fait son apparition ; elle est trop chère pour les ouvrières mais se répand rapidement dans les couvents et les prisons, qui apportent une concurrence à très bas prix aux indépendantes. Celles-ci doivent se rendre à l'usine, où elles travaillent dans des conditions effroyables. Les travaux d'aiguille ne sont plus un passe-temps ou une activité de loisir, en raison des cadences imposées. Les couturières prennent une place de plus en plus importante dans les mouvements socialistes, constituant 4 des 5 femmes intervenant au Congrès ouvrier de Marseille en 1879. Honoré de Balzac décrit abondamment les travaux d'aiguille, qu'il associe à la stabilité du foyer parce qu'ils se déroulent assise dans un lieu clos.
Au début du vingtième siècle, la couture est enseignée dans les écoles pour filles comme une alternative au travail des ouvrières d'usine. En 1923, les écoles pour filles françaises en font un enseignement régulier. La couture est un travail productif et non rémunéré dans le cadre familial, symbolisant la vertu de la famille au même titre que la cuisine. Chez les féministes de la première vague, les travaux d'aiguille sont souvent invisibles ou critiqués.
À partir de 1968, la « culture féminine » est mise en avant et les féministes de la seconde vague se réapproprient les travaux d'aiguille avec une visée militante, notamment avec la fabrication de patchwork. Les travaux d'aiguille modernes deviennent à nouveau un art, avec notamment une exposition consacrée en 1974 au musée d'art moderne de Montréal. À partir de cette époque en Europe et en Amérique du Nord, les travaux d'aiguilles remplissent une double fonction économique et artistique. En France, la couture quitte le programme d'école des jeunes filles à la fin des années 1970.
Dans les années 1980, on observe un mouvement mondial de brodeuses féministes.
Dans les années 1990, les femmes mormones de l'Utah se regroupent pour créer des patchworks et financer des organismes caritatifs religieux grâce à la vente de leurs produits. Le patchwork est un élément essentiel de la culture anglo-saxonne et notamment nord-américaine.
Dans les années 2000, l'Organisation des Nations unies mobilise les travaux d'aiguille pour l'émancipation des femmes et pour les aider à témoigner sur leurs conditions de vie, notamment avec un groupe congolais où des participantes brodent des représentations des viols de guerre qu'elles ont subis et que des bénévoles américaines transforment ensuite en patchwork.

## Fonctions des travaux d'aiguille

### Économie

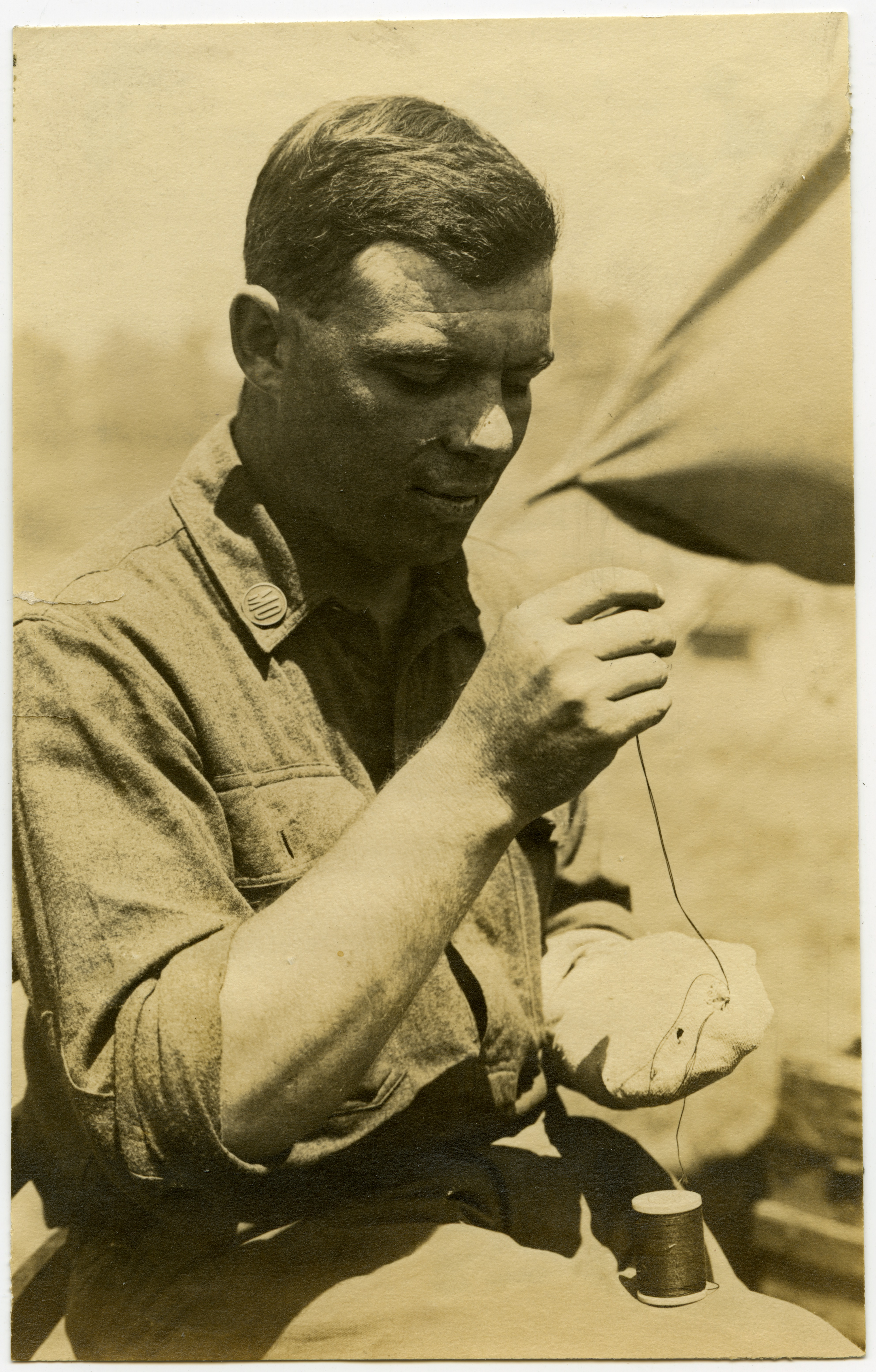
Un soldat américain reprisant une chaussette.

Les travaux d'aiguille, en particulier les ajustements de prêt-à-porter, ont un intérêt économique parce qu'ils coûtent moins cher que la confection de vêtements sur mesure. Il en est de même pour le raccommodage.
Les travaux d'aiguille sont fortement liés à l'accès des femmes au travail et permet l'émancipation sociale et économique de femmes.

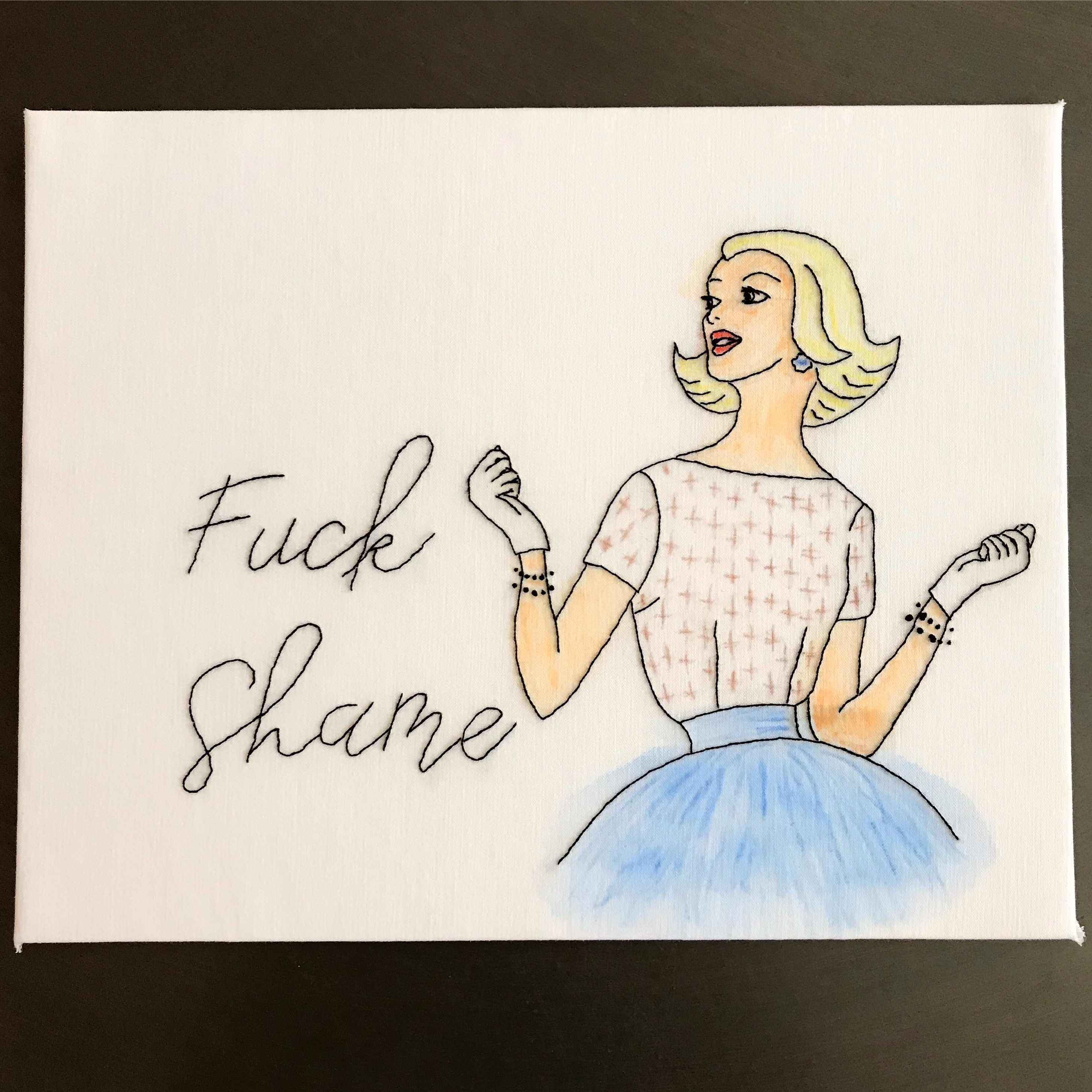
Broderie féministe arborant le texte.

### Féminisme
Les travaux d'aiguille sont une activité historiquement essentiellement féminine. Ils ont été interprétés à la fois comme un asservissement des femmes et comme un outil de contestation.
Chez les féministes de la première vague, les travaux d'aiguille sont souvent invisibles ou critiqués. Les suffragettes britanniques sont souvent employées du secteur.
À partir de 1968, la « culture féminine » est mise en avant et les féministes de la seconde vague se réapproprient les travaux d'aiguille avec une visée militante, notamment avec la fabrication de patchwork. Les travaux d'aiguille modernes deviennent à nouveau un art, avec notamment une exposition consacrée en 1974 au musée d'Art moderne de Montréal. En France, Raymonde Arcier est une artiste textile et militante féministe, créant en artiste autodidacte des objets tricotés représentants symboliquement l'asservissement des femmes à travers les tâches domestiques. Elle agrandit les sacs de courses, les serpillières et tous objets pour signifier l'importance des tâches qu'ils représentent,.
La mobilisation des travaux d'aiguille à visée féministe devient commune à la fin du vingtième siècle.

### Socialisme
Dans la deuxième moitié du dix-neuvième siècle, en France, le nombre d'employées du secteur textile augmente rapidement. Elles doivent se rendre à l'usine, où elles travaillent dans des conditions effroyables, et prennent une place de plus en plus importante dans les mouvements socialistes, constituant 4 des 5 femmes intervenant au Congrès ouvrier de Marseille en 1879. Les employées du textile sont très nombreuses dans les rangs des femmes de la Commune de Paris.